# Icopal
Icopal Sp. z o.o. (dawniej: Izolacja SA) – polskie przedsiębiorstwo przemysłu materiałów budowlanych z siedzibą w Zduńskiej Woli. W latach 1997–2002 notowane na Giełdzie Papierów Wartościowych w Warszawie.

## Historia
W grudniu 1974 powstało Przedsiębiorstwo Materiałów Izolacji Wodoszczelnej "Izolacja". W kwietniu 1992 zostało sprywatyzowane i wpisane do rejestru handlowego. Od kwietnia 1993 Izolacja rozpoczęła produkcję pap modyfikowanych. W kwietniu 1997 spółka zadebiutowała na Giełdzie Papierów Wartościowych w Warszawie. W kwietniu 1998 zakupiła 100% akcji czeskiej spółki SIZ Horní Benešov (likwidacja spółki i sprzedaż nieruchomości w latach 2003–2004). Od marca do maja 1999 koncern Icopal wykupił 99,7% akcji Izolacji. We wrześniu 2000 powstała spółka zależna Izolacja-Rogoziw na Ukrainie. W styczniu 2002 Izolacja zmieniła nazwę na Icopal SA, a w lipcu jej akcje zostały wycofane z publicznego obrotu na GPW. W 2002 Icopal był największym w Polsce producentem papy, z udziałem w rynku wynoszącym ok. 53% w ujęciu ilościowym. W 2003 sprzedał zakład produkcyjny na Ukrainie. W latach 2005–2006 przejął firmy Bitumex sp. z o.o. i Awak sp. z o.o. oraz spółki wykonawcze: Nova Dach, Link i Zet Kwadrat.
Przed sprzedażą Izolacji duńskiemu Icopalowi należała ona do IX NFI, którego prezesem w latach 1995–1999 był Andrzej Modrzejewski, pełniący także przez pewien czas funkcję przewodniczącego rady nadzorczej Izolacji. Spółka pojawiła się w jednym z wątków tzw. afery Orlenu, badanej przez sejmową komisję śledczą. Modrzejewski został oskarżony przez prokuraturę o ujawnienie Grzegorzowi Wieczerzakowi poufnych informacji o wynegocjowanej z Icopalem cenie sprzedaży akcji Izolacji. W 2006 został jednak oczyszczony z zarzutów.
W 2016 roku Investcorp – światowy dostawca i menadżer alternatywnych produktów inwestycyjnych, wyraził zgodę na sprzedaż Icopal do GAF – największego producenta rozwiązań dachowych w Ameryce Północnej, za cenę odpowiadającą wartości przedsiębiorstwa około 1 miliarda EUR.
Spółka należy do międzynarodowej Grupy BMI Group z centralą w Londynie w Anglii.

## Produkty
Icopal jest producentem i dostawcą materiałów budowlanych, w szczególności rozwiązań hydroizolacyjnych i termoizolacyjnych. Oferta firmy obejmuje: wszystkie rodzaje pap bitumicznych od najprostszych wyrobów na osnowie z welonu szklanego i tektury do zaawansowanych technologicznie pap modyfikowanych kauczukiem syntetycznym SBS, na osnowie z włókniny poliestrowej, w nowoczesnych technologiach  "Szybki Profil SBS" i "Szybki Syntan SBS", ponadto w ofercie Icopal Sp. z o.o. znajdują się papy do izolacji obiektów inżynierskich, papy o zwiększonej odporności ogniowej w technologii „Fire Smart”, papy specjalistyczne., papy do zabezpieczeń części podziemnych obiektów budowlanych oraz papy do dachów zielonych. 
Osobną grupę stanowią Flagowe Papy Icopal o najwyższych parametrach techniczno - materiałowych, które poddawane są kwartalnym badaniom jakościowym przez niezależny Instytut Techniki Budowlanej w Warszawie. W ofercie firmy, poza wyrobami papowymi, znajdują się gonty bitumiczne, masy bitumiczne (zarówno gruntujące jak i powłokowe do zabezpieczeń istniejących pokryć dachowych oraz części podziemnych obiektów budowlanych), folie dachowe PVC MONARPLAN do jednowarstwowych pokryć dachowych, membrany paraizolacyjne zarówno bitumiczne jak i LDPE, czy systemy rynien metalowych. Icopal Sp. z o.o. jest również producentem wyrobów termoizolacyjnych w postaci płyt styropianowych różnych odmian oraz termoizolacyjnych płyt styropianowych laminowanych papą PS i PSK. Ponadto w ofercie Icopal Sp. z o.o. znajduje się System Bezpieczny Fundament Icopal – do zabezpieczania części podziemnych budynków i budowli przed wodą gruntową w różnych warunkach gruntowo – wodnych, system zabezpieczania murów budynków przed podciąganiem kapilarnym wilgoci z gruntu, system ochrony konstrukcji drewnianych oraz gontów oraz system Szybkich Membran Generacji ‘X czyli membran wstępnego krycia dla dachów skośnych oraz system aluminiowych listew dociskowych wraz z uszczelniaczem.
W roku 2013 Icopal Sp. z o.o. zdobył Złoty Medal Międzynarodowych Targów Poznańskich BUDMA za rolowany materiał bitumiczny z trójwymiarowym efektem wizualnym do krycia dachów skośnych o nazwie Rolowana Dachówka Icopal 3D a w roku następnym 2014 Złoty Medal tych samych Targów MTP BUDMA za wprowadzenie na polski rynek Systemu Zielonego Dachu Icopal bazującego na wegetacyjnych matach ekstensywnych.
W roku 2018 Icopal Sp. z o.o. zdobył Złoty Medal Międzynarodowych Targów Poznańskich Budma za System Flagowych Pap Icopal. W skład Systemu wchodzą papy zgrzewalne Szybki Profil SBS, aktywowane termicznie papy Szybki Syntan SBS oraz papy do zabezpieczeń fundamentów. Papy Systemu Flagowych Pap Icopal są kontrolowane co miesiąc przez niezależny Instytut Techniki Budowlanej w Warszawie.
Spółka posiada zamiejscowy wydział produkcyjny hydroizolacyjnych mas bitumicznych – Bitumex (dawniej Bitumex sp. z o.o.) w Dębowej k. Kędzierzyna-Koźla. W roku 2005 do grupy kapitałowej Icopal SA dołączyła spółka Icopal Awak sp. z o.o. z siedzibą w Buku k. Poznania – dostawca klap oddymiających, świetlików i pasm świetlnych oraz wyłazów dachowych KOMINIARCZYK. W latach 2006–2011 Icopal SA posiadała również firmy wykonawcze: Nova Dach w Białymstoku, Link we Wrocławiu oraz Zet Kwadrat w Poznaniu.
- Flagowe Papy Icopal:
  - Polbit Extra Top 5,6 Szybki Profil SBS
  - Polbit Baza 5,0 Szybki Profil SBS
  - Extra Wentylacja Top 5,2 Szybki Syntan SBS
  - Wentylacja Baza 3,0 Szybki Syntan SBS
  - Fundament 4,0 Szybki Profil SBS
  - Fundament Antyradon 4,0 Szybki Profil SBS
- Profile AL. I PU Icopal MS / 112M:
  - Flagowe Profile Icopal AL.
  - Icopal Standard AL.
  - Polimerowy Uszczelniacz Icopal MS / 112M
- Papy typu FireSmart / System Icopal Fire Protection
- Folie Dachowe PVC / System dachów PVC
- Papy specjalistyczne
- Ochrona fundamentów - Bezpieczny Fundament Icopal:
  - Fundament 4,0 Szybki Profil SBS
  - Fundament Antyradon 4,0 Szybki Profil SBS
  - Syntetyczna Membrana Icopal Fundament 1250
  - Siplast Primer Szybki Grunt SBS
  - Siplast Fundament Szybka Izolacja SBS
  - Siplast Klej Szybki Styk SBS
  - Siplast Kit Szybka Izolacja SBS
  - Icodren 10 Szybki Drenaż SBS
  - Grzybo-izol Mur
  - StormDry Suchy Mur Icopal
  - Dryzone Suchy Mur Icopal
  - Icopal Terokal TK 395
  - Icopal Standard AL.
- Osuszanie i ochrona zawilgoconych murów:
  - Dryzone Suchy Mur Icopal
  - StormDry Suchy Mur Icopal
  - Dryrod Suchy Mur Icopal
- Masy kauczukowo-bitumiczne Siplast:
  - Siplast Primer Szybki Grunt SBS
  - Siplast Fundament Szybka Izolacja SBS
  - Siplast Dach Szybka Izolacja SBS
  - Silver Primer Szybki Lakier SBS
  - Siplast Elastic Szybka Izolacja PUR + Elastyczna Zbrojąca Mata Poliamydowa
  - Siplast Kit Szybka Izolacja SBS
  - Siplast Klej Szybki Styk SBS
- Gonty Orła SBS
- Akcesoria Dachowe
- Rolowana dachówka Icopal 3D
- System Szybkich Barier SBS Generacji X
- Systemy oddymiania i doświetlania
- Wyłaz dachowy kominiarczyk
- Produkty paroizolacyjne
- Rozwiązania dla dachu zielonego
- Rynny metalowe
- Styropian - systemy
- Systemy ochrony drewna, gontów drewnianych oraz murów
- Fastlock
- Produkty ochrony obiektów inżynierskich
- Szczelny Icopal